# Marcel Treich-Laplène
Pour les articles homonymes, voir Treich.
Pour la maison, voir maison Treich-Laplène.

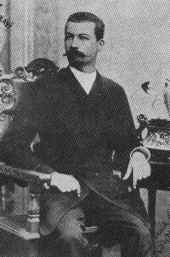
Marcel Treich-Laplène

Marcel Treich-Laplène, né le 24 juin 1860 à Ussel (Corrèze) et mort le 9 mars 1890 devant Grand-Bassam, alors capitale administrative de la Côte d'Ivoire, est le premier explorateur européen de la Côte d'Ivoire et son premier administrateur colonial.

## Enfance et jeunesse
Marcel Treich-Laplène est le fils de Gustave Treich-Laplène, un notaire de Meymac, devenu maire d'Ussel, après avoir autrefois été magistrat à Tizi Ouzou, en Kabylie, puis aux Comores.
À la mort de son père en 1882, le jeune Marcel, à son retour de service militaire en Algérie, suspend ses projets d'études de droit et devient soutien de sa famille. Grâce à l'intervention d'un ami de son père, il est embauché comme répétiteur au lycée de La Rochelle. C'est là qu'il rencontre Arthur Verdier, un officier de marine-aventurier-commerçant-planteur-armateur-conseiller municipal rochelais implanté sur la côte du golfe de Guinée depuis 1860 où il a introduit les premiers plants de café Liberia.
En 1883, à l'âge de 23 ans, il est engagé comme premier commis dans les plantations d'Elima d'Arthur Verdier, alors résident de France et responsable des forts Nemours de Grand-Bassam et Joinville d'Assinie, deux fortins en rondins démilitarisés depuis 1870. Il doit alléger à la plantation d'Élima, sur la lagune Aby, la mission d'Amédée Brétignère.

## Premières expéditions
Le congrès de Berlin sur l'Afrique qui s'est tenu du 15 novembre 1884 au 26 février 1885 impose, entre autres, aux 14 puissances occidentales présentes de matérialiser leurs "zones d'influence" par des traités avec les chefs locaux. En raison de cette nouvelle règle et sous la pression de la concurrence britannique, Treich-Laplène est bientôt appelé à effectuer des missions d'exploration à l'intérieur de la future Côte d'Ivoire et se lie d’amitié avec les chefs traditionnels.
De retour en France, il présente des rapports d'exploration à la Société de géographie. En 1886, il remplace Verdier comme résident de France. En 1887, la course aux traités le lance vers l'intérieur du pays avec l'aide du roi de Krindjabo. Il signe les traités de Bettié, de l’Indiéné, de l’Alanguoua et le traité de Yakassé (où il doit rester dix-huit jours, terrassé par la malaria). Ces traités permettent de définir l'actuelle frontière orientale de la Côte d'Ivoire et ainsi de bloquer l'avancée coloniale britannique en provenance du Ghana.
À Alépé, Treich-Laplène retrouve la canonnière Diamant et son commandant Bourmaux. Il séjourne ensuite quelque temps à Elima, puis passe deux mois en France pour essayer de recouvrer la santé.

## Expédition vers Kong
En 1888, il repart en direction du nord avec une escorte de douze Agnis, dont le fils du roi de Krindjabo, pour venir à la rescousse du capitaine Louis-Gustave Binger parti du Sénégal pour assurer la jonction Dakar-Grand Bassam en passant par le pays mossi. En chemin, à Zaranou, et à Kawaré, il conclut deux traités, puis arrive à Kong où le rejoint Binger le 5 janvier 1889. Ce dernier relate : « L'émotion que je ressentis est difficile à décrire. Je tombai dans les bras de ce brave compatriote, qui, à peine remis d'un long séjour à la Côte de l'Or, s'était spontanément offert pour aller me ravitailler. Il m'apportait, en plus d'une lettre de ma mère, des nouvelles de quelques bons amis, qui me firent oublier toutes mes fatigues et privations ».
Treich-Laplène y prépare alors la question d'un traité commercial avec Karamokho-Oulé Ouattara (1817c-1892). Il conduit Binger – transporté en hamac – et sa colonne de Kong à Grand-Bassam. Lorsqu'il atteint cette dernière, il est lui-même à l'article de la mort.
Le 2 avril 1889, il est élevé au grade de chevalier de la Légion d'honneur.

## Administrateur colonial
Il rentre en France via Gorée où il est soigné avec des doses importantes de quinine. Au retour de sa convalescence en France, où il a été nommé résident de France administrateur civil de première classe, il prend ses nouvelles fonctions administratives à Bassam. À ce titre, il est le premier administrateur colonial de la Côte d'Ivoire.
En janvier 1890, un conflit avec les Jack Jack, les habitants Alladians de Jacqueville, manipulés par des agents anglais, l'amène à lancer une opération punitive sur ce village.

## Décès
Peu après le retour de cette expédition, le 27 mars 1890, épuisé par une fièvre hématurique bilieuse (une réaction allergique à la quinine bloquant les fonctions rénales), il décède lors de son embarquement sur le steamer Ville de Maceio. Le lendemain, il est ramené sur le sol ivoirien et enterré face à la lagune, dans l'ancien cimetière des Européens de Bassam, là où un obélisque rappelle encore sa mémoire. Grâce à Verdier et au comité qu'il met en place, la dépouille de Marcel Treich-Laplène est ensuite rapatriée au cimetière d'Ussel où il repose près de son père et de sa mère.

## Postérité

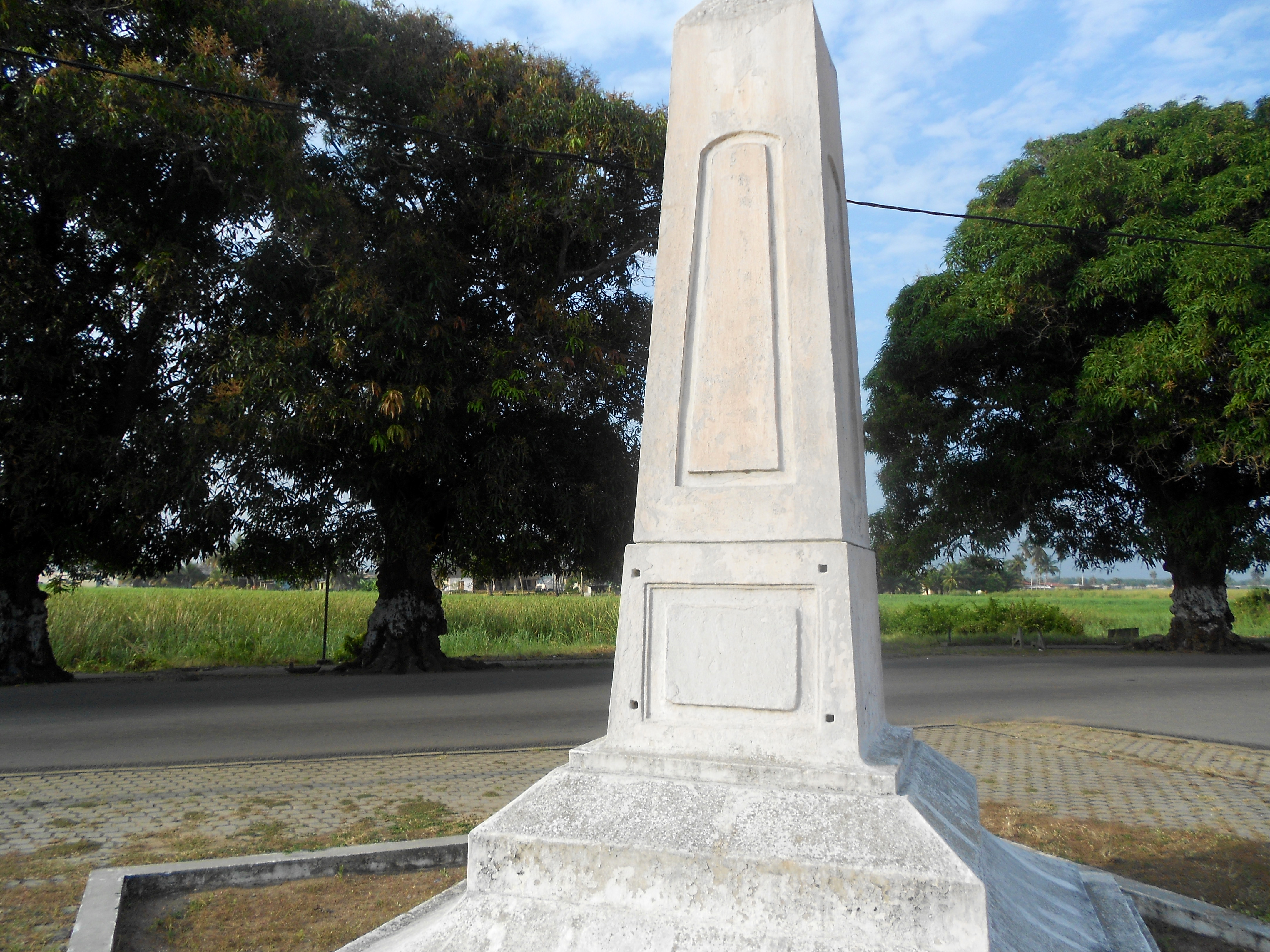
Stèle Treich-Laplène (inaugurée en 1922, sur la tombe de Treich-Laplène).

La mort prématurée du jeune explorateur permettra à Louis-Gustave Binger (1856-1936), son successeur en 1893 à la tête de la colonie, de s'approprier ses travaux et leur mérite. Dans tous les manuels français, Binger est improprement présenté comme le premier explorateur de la Côte d'Ivoire, alors que Marcel Treich-Laplène est oublié. Pourtant, par tous ses traités qui ont donné à la Côte d'Ivoire ses frontières actuelles et qui l'inscrivent dans la francophonie, Marcel Treich-Laplène peut être considéré, en dehors de tout jugement de valeur sur l'entreprise coloniale, comme le fondateur de la Côte d'Ivoire.
Les efforts de sa sœur Valentine (qui signait Odette V.) pour faire connaître et reconnaître le parcours héroïque et l'œuvre pionnière de Marcel, ainsi que l'action d'un comité de soutien aboutissent, le 27 décembre 1934, en écho à la création de Bingerville, à la création de Treichville sur le site d'Anoumabo, aujourd'hui une commune d'Abidjan.
De même :
- Un boulevard d'Ussel porte son nom et son portrait (photo illustrant l'article) est affiché dans la mairie, ainsi qu'un petit buste dans le jardin de cette dernière.
- Une rue du quartier Saint-Éloi de La Rochelle porte également son nom. Dans cette ville, son profil figure sur le monument dit « aux Éléphants » place de Verdun au côté d'Arthur Verdier et Amédée Brétignère, deux autres pionniers de la présence française en Afrique occidentale et particulièrement en Côte d'Ivoire.

Un timbre poste émis en Afrique occidentale en 1952 honore la mémoire de Marcel Treich-Laplène.